# 1893 în film
- 1892 în cinematografie — 1893 în cinematografie — 1894 în cinematografie

## Filme produse în 1893
- Blacksmith Scene
- Horse Shoeing